# John Kenneth Muir
John Kenneth Muir (Saint Paul, 3 dicembre 1969) è un critico cinematografico e giornalista statunitense.
A partire dal 2010, ha scritto ventuno libri sulla storia del cinema e della televisione, con particolare attenzione ai generi horror e di fantascienza.

## Opere letterarie
- Horror Films of the 1990s (McFarland, 2011)
- Music on Film: This is Spinal Tap (Limelight Editions; 2010)
- Space:1999 Shepherd Moon ("The Touch of Venus," "Futility") (Powys Media, 2010)
- Ken Russell: Re-Viewing England's Last Mannerist ("As the (White) Worm Turns: Ken Russell as God and Devil of Rubber-Reality Horror Cinema") (Scarecrow Press, 2009)
- Battlestar Galactica and Philosophy ("SALTed Popcorn") (Open Court, 2008)
- TV Year Volume 1: The Complete 2005–2006 Prime Time Season (Applause Theater and Cinema Books, 2007)
- The Rock and Roll Film Encyclopedia (Applause Theater and Cinema Books, 2007)
- Horror Films of the 1980s (McFarland, 2007)
- Mercy in Her Eyes: The Films of Mira Nair (Applause Theatre and Cinema Books, 2006)[1]
- Singing a New Tune: The Re-Birth of the Modern Film Musical, from Evita to De-Lovely and Beyond (Applause Theatre and Cinema Books, 2005)
- Best in Show: The Films of Christopher Guest & Company (Applause Theatre and Cinema Books, 2004)[2]
- The Unseen Force: The Films of Sam Raimi (Applause Theatre and Cinema Books, 2004)
- The Encyclopedia of Superheroes on Film and Television [McFarland and Company Inc., Publishers, 2004)
- Space: 1999 – The Forsaken (Powys Media, 2003)
- Eaten Alive At A Chainsaw Massacre: The Films of Tobe Hooper (McFarland and Company Inc., Publishers, 2003)
- An Askew View: The Films of Kevin Smith (Applause Theatre and Cinema Books, 2002)
- Horror Films of the 1970s (McFarland and Company Inc., Publishers, 2002)
- An Analytical Guide to Television's One Step Beyond, 1959–1961 (McFarland and Company, Inc., Publishers, 2001)
- Terror Television: American Series, 1970–1999 (McFarland and Company, Inc., Publishers, 2001)
- The Films of John Carpenter (McFarland and Company, Inc., Publishers, 2000)
- A History and Critical Analysis of Blake's 7, the 1978–1981 British Television Space Adventure (McFarland and Company Inc., Publishers, 1999)
- A Critical History of Doctor Who on Television (McFarland and Company Inc., Publishers, 1999)
- An Analytical Guide to Television's Battlestar Galactica (McFarland and Company Inc., Publishers, 1999)
- Wes Craven: The Art of Horror (McFarland and Company Inc., Publishers, 1998)
- Exploring Space:1999 – An Episode Guide and Complete History of the Mid-1970s Science Fiction Television Series (McFarland and Company Inc., Publishers, 1997)